# 天童市立天童北部小学校
天童市立天童北部小学校（てんどうしりつ てんどうほくぶしょうがっこう）は、山形県天童市にある公立小学校。

## 所在地
- 山形県天童市乱川四丁目2-25

## 教育目標
- 強く、かしこく、うつくしい北斗の子供

### 校風
一人一人が大切にされ、さわやかなあいさつと、ぬくもりのある学校生活に努める。

### 指導
子ども一人一人のよさを伸ばし、自立と共生を目指した教育、および実践に努める。

### 運営
教職員全員の積極的な経営参加のもと、創意と工夫のある学校経営に努める。

### 融合
地域から信頼され、親しまれる開かれた学校づくりに努める。

## 概要
中庭には天然記念物のイバラトミヨが生息している。
校章は、天童市の花ツツジに高い理想の北斗の星を入れてデザインされたもの。
また、天童北部小学校の「北」と「小」を図案化しており、学区である北久野本、乱川両地域の子ども達が支え合いながら、天に向かって向上発展しようとする姿をあらわしている。
学校のすぐ隣には天童市北部公園が隣接している。

## 学区
- 北久野本、天童原、向原、乱川地区

## 沿革
- 1982年（昭和57年）4月1日 - 天童中部小学校より分離して天童市立天童北部小学校として新設，開校
- 1982年（昭和57年）6月7日 - 校舎竣工落成式（この日を創立の日とする)

## 児童数
| 年度 | 男子 | 女子 | 計  |
| ---- | ---- | ---- | --- |
| 2010 | 260  | 272  | 532 |
| 2009 | 248  | 262  | 510 |
| 2008 | 249  | 247  | 496 |
| 2007 | 247  | 238  | 485 |
| 2006 | 244  | 227  | 471 |
| 2005 | 233  | 218  | 451 |
| 2004 | 230  | 211  | 441 |
| 2003 | 227  | 203  | 430 |
| 2002 | 223  | 207  | 430 |

## 卒業後
- 天童二中へ進学する。